# Корн (Оклахома)
Корн (англ. Corn) — місто (англ. town) в США, в окрузі Вошіта штату Оклахома. Населення — 592 особи (2020).

## Географія
Корн розташований за координатами 35°22′45″ пн. ш. 98°46′54″ зх. д. / 35.37917° пн. ш. 98.78167° зх. д. (35.379123, -98.781541).  За даними Бюро перепису населення США в 2010 році місто мало площу 0,92 км², уся площа — суходіл.

## Демографія
Згідно з переписом 2010 року, у місті мешкали 503 особи в 188 домогосподарствах у складі 118 родин. Густота населення становила 544 особи/км².  Було 217 помешкань (235/км²).
Расовий склад населення:
| - 93,6 % — білих - 1,4 % — корінних американців - 0,2 % — чорних або афроамериканців - 3,4 % — осіб інших рас |

До двох чи більше рас належало 1,4 %. Частка іспаномовних становила 6,4 % від усіх жителів.
За віковим діапазоном населення розподілялося таким чином: 15,1 % — особи молодші 18 років, 47,1 % — особи у віці 18—64 років, 37,8 % — особи у віці 65 років та старші. Медіана віку мешканця становила 53,6 року. На 100 осіб жіночої статі у місті припадало 74,7 чоловіків;  на 100 жінок у віці від 18 років та старших — 75,7 чоловіків також старших 18 років.
Середній дохід на одне домашнє господарство  становив 48 799 доларів США (медіана — 43 194), а середній дохід на одну сім'ю — 59 971 долар (медіана — 57 250). Медіана доходів становила 36 563 долари для чоловіків та 30 781 долар для жінок. За межею бідності перебувало 17,6 % осіб, у тому числі 35,4 % дітей у віці до 18 років та 8,5 % осіб у віці 65 років та старших.
Цивільне працевлаштоване населення становило 188 осіб. Основні галузі зайнятості: освіта, охорона здоров'я та соціальна допомога — 38,3 %, транспорт — 9,6 %, сільське господарство, лісництво, риболовля — 9,6 %.